# Белый Ключ (Ртищевский район)
Белый Ключ — упразднённый в 2016 году посёлок в Ртищевском районе Саратовской области России. Входил на момент упразднения в состав Макаровского муниципального образования. 

## География
Находится в северо-западной части Саратовского Правобережья, в пределах Окско-Донской равнины, в лесостепной зоне, на расстоянии примерно 35 километров по прямой на северо-запад от районного центра города Ртищево.

### Климат
Климат характеризуется как умеренно континентальный с холодной малоснежной зимой и сухим жарким летом. Среднегодовая температура воздуха — 4,4 °C. Средняя многолетняя температура самого холодного месяца (января) составляет −11,7 °C (абсолютный минимум — −43 °С), температура самого тёплого (июля) — 20 — 22 °C (абсолютный максимум — 40 °С). Средняя продолжительность безморозного периода 145—155 дней. Среднегодовое количество атмосферных осадков — 550 мм, из которых 225—325 мм выпадает в период с апреля по октябрь. Снежный покров держится в среднем 130—135 дней в году.

## История
Основан в 1743 году.
Упразднён Постановлением Саратовской областной Думы N 51-1996 от 29 июня 2016 года «Об исключении некоторых населённых пунктов из учётных данных административно-территориального устройства Саратовской области».

## Население
| 2010 |
| ---- |
| 0    |

### Национальный состав
Согласно результатам переписи 2002 года, в национальной структуре населения русские составляли 100 % из 8 чел..

## Инфраструктура
Было личное подсобное хозяйство.

## Транспорт
Просёлочная дорога.